# Rafael Viotti
Rafael Armando Viotti (n. Buenos Aires, Provincia de Buenos Aires, Argentina; 15 de febrero de 1988) es un futbolista argentino. Juega de delantero y su equipo actual es Mitre de la Primera Nacional.

## Trayectoria
Surgido en las divisiones inferiores del Club Atlético San Telmo para la temporada 2003/04 realizó la pretemporada con el primer equipo llegando a debutar a los dieciséis años frente al Deportivo Español al ingresar por Mariano Izco en un partido de la segunda rueda.
Luego de su debut no tendría continuidad hasta la temporada 2005/06 anotando su primer gol frente a Platense el 5 de diciembre de 2005, finalizada aquella temporada su pase sería adquirido por un grupo de empresarios llegando a prueba al Argentinos Juniors donde quedaría en un comienzo a préstamo por un año con opción de compra. Con el bicho colorado solo jugaría en once ocasiones durante tres temporadas llegando a la siguiente al Aldosivi donde tampoco tendría continuidad debido a una rotura de ligamentos cruzados que también lo afectaría en su regreso al Club Atlético San Telmo.
Con su club formador nuevamente tendría la continuidad deseada aunque sería parte de un descenso a la Primera C teniendo que partir al Club Social y Deportivo Tristán Suárez donde seguiría con una destacada actuación que le abriría las puertas al fútbol chileno llegando a San Luis de Quillota donde de la mano de Víctor Rivero obtendría un ascenso a la división de honor. El mismo Rivero lo llevaría a Everton de Viña del Mar para la temporada siguiente donde nuevamente conseguiría un ascenso a Primera.
Para la Temporada 2016/17 ficharía por Deportes La Serena donde no lograría reeditar sus anteriores campañas destacando por hacer un "Pato Yáñez" en un encuentro frente a Santiago Morning. Ya en el Transición 2017 nuevamente Víctor Rivero lo llamaría pero esta vez para ser parte de Unión La Calera donde justamente con un gol suyo conseguirían un ascenso al vencer a Santiago Wanderers en la liguilla de promoción, además en aquel torneo sería elegido como el mejor jugador de la competición por la ANFP.
Sorpresivamente para la Temporada 2018 ficharía por el Santiago Wanderers sumando así su cuarto club de la Región de Valparaíso por el cual jugaría disputando además por primera vez la Copa Libertadores 2018 donde anotaría un gol frente a Melgar de Perú.

## Estadísticas

### Clubes
| San Telmo Argentina |               |               |     |    |    |    |    |    |     |      |      |
| 3ª | 2004-C        | 1             | 0   | -- | -- | -- | -- | 1  | 0   | 0.00 |      |
| 3ª | 2004-A        | --            | --  | -- | -- | -- | -- | -- | --  | --   |      |
| 3ª | 2005-C        | --            | --  | -- | -- | -- | -- | -- | --  | --   |      |
| 3ª | 2005/06       | 23            | 1   | -- | -- | -- | -- | 23 | 1   | 0.04 |      |
| 3ª | 2010/11       | --            | --  | -- | -- | -- | -- | -- | --  | --   |      |
| 3ª | 2011/12       | 11            | 0   | -- | -- | -- | -- | 11 | 0   | 0.00 |      |
| 3ª | 2012/13       | 32            | 9   | 1  | 0  | -- | -- | 33 | 9   | 0.27 |      |
| Total club | Total club    | 67            | 10  | 1  | 0  | -- | -- | 67 | 10  | 0.14 |      |
| Argentinos Juniors Argentina |               |               |     |    |    |    |    |    |     |      |      |
| 1ª | 2006-A        | --            | --  | -- | -- | -- | -- | -- | --  | --   |      |
| 1ª | 2007-C        | --            | --  | -- | -- | -- | -- | -- | --  | --   |      |
| 1ª | 2007-A        | --            | --  | -- | -- | -- | -- | -- | --  | --   |      |
| 1ª | 2008-C        | 4             | 0   | -- | -- | -- | -- | 4  | 0   | 0.00 |      |
| 1ª | 2008-A        | 7             | 0   | -- | -- | -- | -- | 7  | 0   | 0.00 |      |
| 1ª | 2009-C        | --            | --  | -- | -- | -- | -- | -- | --  | --   |      |
| Total club | Total club    | 11            | 0   | -- | -- | -- | -- | 11 | 0   | 0.00 |      |
| Aldosivi Argentina |               |               |     |    |    |    |    |    |     |      |      |
| 2ª | 2009/10       | 11            | 0   | -- | -- | -- | -- | 11 | 0   | 0.00 |      |
| 2ª | 2010/11       | --            | --  | -- | -- | -- | -- | -- | --  | --   |      |
| Total club | Total club    | 11            | 0   | -- | -- | -- | -- | 11 | 0   | 0.00 |      |
| Tristán Suárez Argentina |               |               |     |    |    |    |    |    |     |      |      |
| 3ª | 2013/14       | 35            | 7   | 1  | 0  | -- | -- | 36 | 7   | 0.19 |      |
| Total club | Total club    | 35            | 7   | 1  | 0  | -- | -- | 36 | 7   | 0.19 |      |
| San Luis · Chile |               |               |     |    |    |    |    |    |     |      |      |
| 2ª | 2014/15       | 35            | 13  | 7  | 2  | -- | -- | 42 | 15  | 0.35 |      |
| Total club | Total club    | 35            | 13  | 7  | 2  | -- | -- | 42 | 15  | 0.35 |      |
| Everton · Chile |               |               |     |    |    |    |    |    |     |      |      |
| 2ª | 2015/16       | 34            | 12  | 7  | 1  | -- | -- | 41 | 13  | 0.31 |      |
| Total club | Total club    | 34            | 12  | 7  | 1  | -- | -- | 41 | 13  | 0.31 |      |
| Deportes La Serena · Chile |               |               |     |    |    |    |    |    |     |      |      |
| 2ª | 2016/17       | 18            | 4   | 1  | 0  | -- | -- | 19 | 4   | 0.21 |      |
| Total club | Total club    | 18            | 4   | 1  | 0  | -- | -- | 19 | 4   | 0.21 |      |
| Unión La Calera · Chile |               |               |     |    |    |    |    |    |     |      |      |
| 2ª | 2017-T        | 18            | 9   | 2  | 1  | -- | -- | 20 | 10  | 0.50 |      |
| Total club | Total club    | 18            | 9   | 2  | 1  | -- | -- | 20 | 10  | 0.50 |      |
| Santiago Wanderers · Chile |               |               |     |    |    |    |    |    |     |      |      |
| 2ª | 2018          | 25            | 8   | 5  | 3  | 3  | 1  | 33 | 12  | 0.36 |      |
| Total club | Total club    | 25            | 8   | 5  | 3  | 3  | 1  | 33 | 12  | 0.36 |      |
| Cobreloa · Chile |               |               |     |    |    |    |    |    |     |      |      |
| 2ª | 2019          | 17            | 3   | 0  | 0  | -- | -- | 17 | 3   | 0.17 |      |
| Total club | Total club    | 17            | 3   | 0  | 0  | -- | -- | 17 | 3   | 0.17 |      |
| Deportivo Cuenca · Ecuador |               |               |     |    |    |    |    |    |     |      |      |
| 1.ª | 2020          | 19            | 7   | 0  | 0  | 0  | 0  | 19 | 7   | 0.0  |      |
| Total club | Total club    | 19            | 7   | 0  | 0  | 0  | 0  | 19 | 7   | 0.0  |      |
| Total carrera | Total carrera | Total carrera | 290 | 73 | 24 | 7  | 3  | 1  | 317 | 81   | 0.25 |
| (1) Incluye datos de Copa Argentina, Copa Chile y Supercopa de Chile. (2) Incluye datos de Copa Libertadores. (3) No incluye goles en partidos amistosos. |               |               |     |    |    |    |    |    |     |      |      |

### Resumen estadístico
|                               | Partidos | Goles | Promedio |
| ----------------------------- | -------- | ----- | -------- |
| Primera División de Argentina | 11       | 0     | 0.00     |
| Primera B Nacional            | 11       | 0     | 0.00     |
| Primera B Metropolitana       | 102      | 17    | 0.16     |
| Primera B de Chile            | 130      | 46    | 0.35     |
| Copa Argentina                | 2        | 0     | 0.00     |
| Copa Chile                    | 21       | 7     | 0.33     |
| Supercopa de Chile            | 1        | 0     | 0.00     |
| Copa Libertadores             | 3        | 1     | 0.33     |
| Total                         | 281      | 71    | 0.25     |

## Palmarés

### Títulos nacionales
| Título    | Club            | País  | Año     |
| --------- | --------------- | ----- | ------- |
| Primera B | San Luis        | Chile | 2014-15 |
| Primera B | Unión La Calera | Chile | 2017-T  |
| Primera B | Everton         | Chile | 2016-T  |

### Distinciones individuales
| Distinción                    | Año  |
| ----------------------------- | ---- |
| Mejor Jugador de la Primera B | 2017 |